# فینال جام حذفی فوتبال انگلستان ۱۹۸۹
فینال جام حذفی فوتبال انگلستان ۱۹۸۹، رقابت پایانی جام حذفی فوتبال انگلستان در سال ۱۹۸۹ میلادی است که مابین دو تیم باشگاه فوتبال لیورپول و باشگاه فوتبال اورتون در ورزشگاه ومبلی لندن برگزار شده‌است.
این مسابقه که در تاریخ ۲۰ مه ۱۹۸۹ انجام شده‌است با نتیجه ۳ بر ۲ به سود تیم باشگاه فوتبال لیورپول به پایان رسید.